# Erythrodontium warmingii
Erythrodontium warmingii är en bladmossart som beskrevs av Georg Ernst Ludwig Hampe 1870. Erythrodontium warmingii ingår i släktet Erythrodontium och familjen Entodontaceae. Inga underarter finns listade i Catalogue of Life.